# Nickel
Nickel, Niken hay kền là một nguyên tố hóa học kim loại, ký hiệu là Ni và số thứ tự trong bảng tuần hoàn là 28.

## Những đặc tính nổi bật

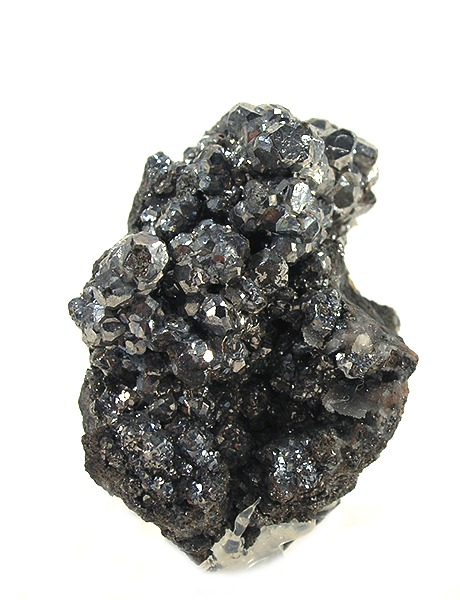
Mẫu tinh thể Nickel.

Nickel là một kim loại màu trắng bạc, bề mặt bóng láng. Nickel nằm trong nhóm sắt từ. Đặc tính cơ học: cứng, dễ dát mỏng và dễ uốn, dễ kéo sợi. Trong tự nhiên, nickel xuất hiện ở dạng hợp chất với lưu huỳnh trong khoáng chất millerit, với asen trong khoáng chất niccolit và với asen cùng lưu huỳnh trong quặng nickel.
Ở điều kiện bình thường, nó ổn định trong không khí và trơ với oxy nên thường được dùng làm tiền xu nhỏ, bảng kim loại, đồng thau, v.v.., cho các thiết bị hóa học và trong một số hợp kim như bạc Đức (German silver). Nickel có từ tính và nó thường được dùng chung với cô ban, cả hai đều tìm thấy trong sắt từ sao băng. Nó là thành phần chủ yếu có giá trị cho hợp kim nó tạo nên.
Nickel là một trong năm nguyên tố sắt từ.
Số oxy hóa phổ biến của nickel là +2, mặc dù 0, +1 và +3 của phức nickel cũng đã được quan sát.

## Ứng dụng
Khoảng 65% nickel được tiêu thụ ở phương Tây được dùng làm thép không rỉ. 12% còn lại được dùng làm "siêu hợp kim". 23% còn lại được dùng trong luyện thép, pin sạc, chất xúc tác và các hóa chất khác, đúc tiền, sản phẩm đúc, và bảng kim loại. Khách hàng lớn nhất của nickel là Nhật Bản, tiêu thụ 169.600 tấn mỗi năm (2005) 1.
Các ứng dụng của nickel bao gồm:
- Thép không rỉ và các hợp kim chống ăn mòn.
- Hợp kim AlNiCo dùng làm nam châm.
- Hợp kim NiFe - Permalloy dùng làm vật liệu từ mềm.
- Kim loại Monel là hợp kim đồng-nickel chống ăn mòn tốt, được dùng làm chân vịt cho thuyền và máy bơm trong công nghiệp hóa chất.
- Pin sạc, như pin nickel kim loại hydride (NiMH) và pin nickel-cadmi (NiCd).
- Tiền xu.
- Dùng làm điện cực.
- Trong nồi nấu hóa chất bằng kim loại trong phòng thí nghiệm.
- Làm chất xúc tác cho quá trình hiđrô hóa (no hóa) dầu thực vật.

## Lịch sử
Nickel đã được dùng rất lâu, có thể từ năm 3500 trước Công nguyên. Đồng từ Syria có chứa nickel đến 2%. Hơn nữa, có nhiều bản thảo của Trung Quốc nói rằng "đồng trắng" đã được dùng ở phương Đông từ năm 1700 đến 1400 trước Công nguyên. Loại đồng trắng Paktong này được xuất sang Anh vào đầu thế kỷ XVII, nhưng hàm lượng nickel trong hợp kim này không được phát hiện mãi cho đến năm 1822.
Vào thời kỳ Đức trung cổ, khoáng vật màu đỏ được tìm thấy trong Erzgebirge (núi quặng- Ore Mountains) giống như quặng đồng. Tuy nhiên, khi người thợ mỏ không thể tách ra được bất kỳ loại đồng nào từ nó, thì họ đổ lỗi cho một yêu tinh hay phá hoại trong thần thoại nước Đức.Họ gọi quặng này là Kupfernickel trong tiếng Đức Kupfer nghĩa là đồng. Quặng này hiện nay gọi là niccolit, một loại arsenide nickel. In 1751, Năm 1751, Baron Axel Frederik Cronstedt cố gắng tách đồng từ kupfernickel (), nhưng thu được một kim loại trắng mà ông gọi là nickel. In modern German, Kupfernickel or Kupfer-Nickel designates the alloy cupronickel.
Tiền xu đầu tiên bằng nickel nguyên chất được làm vào năm 1881 ở Thụy Sĩ.

## Xuất hiện trong tự nhiên
Một lượng lớn mỏ nickel chứa một trong hai quặng. Đầu tiên là quặng laterit, thành phần chính của quặng có chứa nickel là limonit (Fe,Ni)O(OH) và garnierit (nickel silicat ngậm nước (Ni,Mg)3Si2O5(OH). Quặng thứ hai là sulfide magma, thành phần chính là pentlandit (Ni,Fe)9S8.
Vùng Sudbury ở Ontario, Canada sản xuất khoảng 30% sản lượng nickel trên thế giới. Mỏ tại Sudbury nằm gần vùng với chứng cứ về vụ va chạm thiên thạch lớn đã rất lâu trong lịch sử địa lý của Trái Đất. Nhiều mỏ khác được tìm thấy ở những nơi khác tại Canada, cũng như tại Nga, Nouvelle-Calédonie, Úc, Cuba và Indonesia. Những sự phát triển gần đây đã khai thác các mỏ ở tây Thổ Nhĩ Kỳ, đặc biệt thuận lợi cho các xưởng đúc, nhà sản xuất thép, xưởng ở châu Âu.
Dựa trên các bằng chứng địa lý, hầu hết nickel trên Trái Đất được cho là tập trung ở lõi Trái Đất.

## Tách và tinh chế
Nickel có thể tái tạo bằng phương pháp luyện kim. Các quặng chứa oxide hay hydroxide được tách bằng phương pháp thủy luyện, và quặng giàu sulfide tách bằng phương pháp nhiệt luyện hoặc thủy luyện. Quặng giàu sulfide được sản xuất bằng cách áp dụng quy trình tuyển quặng.
Tách nickel từ quặng của nó thuận lợi trong việc nung và giảm việc xử lý đạt hiệu suất cao với độ tinh khiết trên 95%. Quá trình tinh chế cuối cùng đạt độ tinh khiết 99,99% diễn ra bởi sự phản ứng của nickel và carbon monoxide để tạo thành nickel carbonyl. Khí này được đưa vào một bình lớn với nhiệt độ cao hơn. Nickel cacbonyl sẽ tách ra và đựng trong các quả cầu nickel. Việc tổng hợp carbon monoxide được tái tạo qua quy trình này.
Nhà sản xuất nickel lớn nhất là nước Nga tách 267.000 tấn nickel mỗi năm. Úc và Canada đứng thứ hai và ba, tạo 207 và 189,3 ngàn tấn mỗi năm.1

## Chú giải
- Chú giải 1:  Số liệu về sản lượng và tiêu thụ được lấy từ The Economist: Pocket World in Figures 2005, Profile Books (2005), ISBN 1-86197-799-9